# Corinnomma moerens
Corinnomma moerens là một loài nhện trong họ Corinnidae.
Loài này thuộc chi Corinnomma. Corinnomma moerens được Tord Tamerlan Teodor Thorell miêu tả năm 1890.